# Pardosa masurae
Pardosa masurae este o specie de păianjeni din genul Pardosa, familia Lycosidae, descrisă de Sergei L. Esyunin și Efimik, 1998. Conform Catalogue of Life specia Pardosa masurae nu are subspecii cunoscute.